# Джозеф Блейк
Джозеф Блейк (англ. Joseph Blake, 1814–1888) — американський ботанік.

## Біографія
Джозеф Блейк народився 21 січня 1814 року в місті Отісфілд штату Мен.
Він зібрав колекцію, що складається із близько 1500 зразків, в основному з Мену.
Джозеф Блейк помер 26 травня 1888 року в місті Ендовер.

## Наукова діяльність
Джозеф Блейк спеціалізувався на насіннєвих рослинах.